# 田端太雅
田端 太雅（たばた ひろまさ、1995年3月22日 - ）は日本の男性ファッションモデル。
高校はアメリカ合衆国のニューハンプシャー州にある私立高校に留学。
その後、神奈川県藤沢市にある慶應義塾大学 湘南藤沢キャンパス（通称 SFC）に進学した。

## 経歴
大学のミスターコンテストにスカウトされ「ミスター慶應コンテスト2015」に出場。現在ファッションモデルとして、活躍している。